# Panellenio Protathlema 1932-1933
La Panellenio Protathlema 1932-1933 è stata la quinta edizione del campionato di calcio greco conclusa con la vittoria dell'Olympiacos Pireo, al suo secondo titolo.

## Formula
Le squadre partecipanti disputarono una prima fase a carattere regionale.
Le prime classificate dei gironi di Atene, Salonicco e Pireo si qualificarono alla fase finale dove disputarono un girone di andata e ritorno per un totale di 4 partite.
L'incontro tra AEK e Aris venne sospeso per intemperanze del pubblico e non fu ripetuto perché ininfluente ai fini del campionato.

## Squadre partecipanti
| Squadra        | Città     | Stadio | Girone |
| -------------- | --------- | ------ | ------ |
| AEK Atene      | Atene     |        | EPSA   |
| Arīs Salonicco | Salonicco |        | EPSM   |
| Olympiacos     | Il Pireo  |        | EPSP   |

## Classifica girone finale
|                   | Pos. | Squadra        | Pt | G | V | N | P | GF | GS | DR |
| ----------------- | ---- | -------------- | -- | - | - | - | - | -- | -- | -- |
| Grecia (bandiera) | 1.   | Olympiacos     | 8  | 4 | 4 | 0 | 0 | 14 | 5  | +9 |
|                   | 2.   | AEK Atene      | 2  | 3 | 1 | 0 | 2 | 5  | 7  | -2 |
|                   | 3.   | Arīs Salonicco | 0  | 3 | 0 | 0 | 3 | 3  | 10 | -7 |

Legenda:

      Campione di Grecia
Note:

Due punti a vittoria, uno a pareggio, zero a sconfitta.
AEK - Aris sospeso e non rigiocato.

### Verdetti
- Olympiakos Pireo campione di Grecia